# كريستوف غوبل
كريستوف غوبل (بالألمانية: Christoph Göbel)‏ هو لاعب كرة قدم ألماني في مركز الدفاع، ولد في 23 مارس 1989 في هايلباد هايليغنشتات في ألمانيا. لعب مع FC Rot-Weiß Erfurt ‏.

## وصلات خارجية
- كريستوف غوبل على موقع قاعدة بيانات كرة القدم.إي يو (الإنجليزية)
- كريستوف غوبل على موقع بيانات كرة القدم. دي إي (الألمانية)
- كريستوف غوبل على موقع Soccerway.com (الإنجليزية)
- كريستوف غوبل على موقع عالم كرة القدم.نت (الإنجليزية)